# Arbedo-Castione
Arbedo-Castione é uma comuna da Suíça, no Cantão Tessino, com cerca de 3.992 habitantes. Estende-se por uma área de 21,52 km², de densidade populacional de 186 hab/km². Confina com as seguintes comunas: Bellinzona, Claro, Gnosca, Gorduno, Lumino, Roveredo (GR), Sant'Antonio.
A língua oficial nesta comuna é o Italiano.